# Emilio Ferrera
Emilio Ferrera (Schaarbeek, 19 juni 1967) is een Belgische voetbalcoach en gewezen voetballer.
Ferrera staat bekend als een tactisch sterke coach die houdt van technisch verzorgd voetbal en zich makkelijk kan uitdrukken in het Nederlands, Frans, Spaans en Engels. De Brusselaar brak eind jaren 90 door in de Belgische eerste klasse en redde nadien verscheidene clubs van de degradatie. Nadien kreeg zijn reputatie een deuk. Na onsuccesvolle passages bij achtereenvolgens FC Brussels, La Louvière en Club Brugge ging hij in Griekenland aan de slag. Van 2011 tot 2014 was hij actief in Saoedi-Arabië; eerst als assistent-trainer en later als hoofdcoach van Al Shabab. In februari 2014 volgde hij Mario Been op als coach van KRC Genk. Bij de Limburgse club werd hij na de eerste speeldag van het seizoen 2014/15 ontslagen. Van november 2015 tot januari 2017 was hij coach van Oud-Heverlee Leuven.

## Spelerscarrière
Emilio Ferrera's ouders emigreerden in 1964 van Spanje naar België. Emilio is de jongste van vier kinderen, van wie hij de enige is die in België werd geboren. Ook zijn broers Francisco en Manu, zijn zus Francisca en zijn neef Yannick zijn in het voetbal actief.
De jongste van het gezin Ferrera kreeg zijn opleiding bij Crossing Club de Schaerbeek en RSC Anderlecht. Hij was een middenvelder maar kwam nooit in actie op het hoogste niveau. In de lagere reeksen speelde hij verschillende seizoenen voor Eendracht Aalst, SC Wolvertem, Stade Leuven, FC Sérésien en FC Ganshoren. Bij die laatste club had hij de functie van speler-trainer.

## Trainerscarrière

### Beginjaren
Na een korte en bescheiden loopbaan als speler werd Ferrera, die van opleiding onderwijzer is, trainer van RRC Bruxelles. De club vertoefde op dat ogenblik in Tweede Provinciale. Een jaar later werd een bevriende spelersmakelaar algemeen directeur van Club América en kreeg hij de functie van hulptrainer aangeboden. De 27-jarige Ferrera werd de assistent van de Nederlandse succescoach Leo Beenhakker en kreeg bij de Mexicaanse topclub spelers als Cuauhtémoc Blanco, François Omam-Biyik en Kalusha Bwalya onder zijn hoede.
Toen Beenhakker opstapte, werd Ferrera voor vier wedstrijden hoofdcoach en werd hij verkozen tot trainer van de maand. Nadien trok het bestuur Mirko Jozić aan als nieuwe hoofdcoach en stapte Ferrera op.
Ferrera keerde terug naar RRC Bruxelles en stapte in 1996 over naar derdeklasser Racing Jet Wavre. Hij werd er trainer onder het toezicht van sportief directeur Luc Demeurisse. Hoewel Ferrera bekendstond als een vernieuwende coach en hij beschikte over getalenteerde spelers als Laurent Delorge en Alain De Nil kreeg hij Racing Jet Wavre nooit op de rails. Binnen de club heerste er chaos; er kwam kritiek op zowel het transferbeleid van het bestuur als de aanpak van Ferrera. In het seizoen 1997/98 werd hij al na enkele weken aan de deur gezet. De club zakte later dat seizoen naar de vierde divisie.
In november 1997 ging Ferrera aan de slag bij vierdeklasser Lombeek, op dat ogenblik voorlaatste in het klassement. De Spaanse Belg slaagde erin om de Vlaams-Brabanders niet te laten degraderen.

### Beveren
In oktober 1999 bood hij zich aan bij eersteklasser KSK Beveren. De Waaslanders hadden even voordien trainer Stani Gzil ontslagen en verkeerden in degradatienood. Ondanks zijn gebrek aan ervaring op het hoogste niveau wist Ferrera voorzitter Frans Van Hoof te overtuigen van zijn kwaliteiten als trainer. Hij tekende een contract tot het einde van het seizoen.
Met spelers als Tristan Peersman, Lambert Šmíd, Bart Van den Eede, Bert Dhondt en Remco Torken in zijn team wist hij Beveren in de hoogste afdeling te houden. De club eindigde op de vijftiende plaats met zeven punten voorsprong op de eerste degradant. In de zomer van 2000 liet de club meer dan tien spelers vertrekken en trok het met Olivier Suray en Benoît Thans extra ervaring aan. Desondanks kwam Beveren niet beter voor de dag. De Waaslanders schoven in het seizoen 2000/01 slechts één plaats op in het klassement.
Ferrera behield in eerste instantie het vertrouwen van Van Hoof, maar in september 2001 werd hij alsnog aan de deur gezet. De Fransman Jean-Marc Guillou volgde hem op en zou al snel de touwtjes in handen nemen bij de club.

### RWDM
Na zijn ontslag keerde hij terug naar Brussel. Ferrera tekende in oktober 2001 een contract voor een seizoen bij RWDM. Hij volgde er Patrick Thairet op.
Op het moment van Ferrera's aanstelling stonden de Brusselaars op de voorlaatste plaats in de rangschikking. Maar de Spaanse Belg kreeg RWDM opnieuw aan het voetballen en zag de club mede dankzij de doelpunten van Mike Origi en Aleksandr Kolotilko naar de tiende plaats oprukken. RWDM sloot het seizoen af met een knappe uitzege. De Brusselaars wonnen met 3-5 op het veld van KAA Gent dankzij een hattrick van Ivica Jaraković, die een jaar later een transfer naar Gent zou versieren. Maar financiële problemen overschaduwden de mooie prestatie van Ferrera en zijn team. RWDM werd in 2002 opgeheven en verdween uit de eerste klasse.

### Lierse
Na het verdwijnen van RWDM belandde Ferrera in mei 2002 bij Lierse SK. De club was in het voorgaande seizoen vijftiende geworden en hoopte onder leiding van de Spaanse Belg meer afstand te nemen van de degradatiezone. Naast Ferrera maakten ook spelers Laurent Fassotte, Marius Mitu, Jimmy Smet en Maxence Coveliers de overstap van RWDM naar Lierse. Verder trok de club in de zomer van 2002 ook het jonge talent Arouna Koné aan.
De 19-jarige Koné werd bij Lierse een van de revelaties van het seizoen 2002/03. Met elf doelpunten had hij een belangrijk aandeel in de sportieve opmars van zijn team. Lierse oversteeg de verwachtingen en werd onder Ferrera gedeeld vierde in de competitie.
Een jaar later trok de club met Bertrand Crasson en Gilles De Bilde twee Anderlechtspelers aan. De club zakte terug naar de middenmoot en kon de glansprestatie van een seizoen eerder niet meer evenaren, maar kende wel opnieuw een seizoen zonder sportieve problemen.
Lierse was na Beveren en RWDM de derde club op rij die na de komst van Ferrera beter begon te presteren. De nog jonge coach werd in België steeds vaker beschouwd als "wonderdokter" en "kroonprins van het Belgisch voetbal". Desondanks bleven aanbiedingen van topclubs uit voor de Spaanse Belg.

### FC Brussels
Na twee seizoenen nam Ferrera afscheid van Lierse en trok hij naar FC Brussels. De officieuze opvolger van het in 2002 opgeheven RWDM was net naar de hoogste afdeling gepromoveerd. Ferrera volgde Harm van Veldhoven op en tekende een contract voor twee jaar.
Ferrera nam in de zomer afscheid van onder meer Didier Ernst en Ibrahim Tankary, en zag hoe o.a. Crasson, Coveliers, Zézéto en Bjørn Helge Riise in het Edmond Machtensstadion neerstreken. De vele in- en uitgaande transfers tijdens zowel de zomer- als wintermaanden hadden echter geen positief effect op de prestaties van het team. Brussels flirtte voortdurend met de degradatie en in februari 2005 mocht Ferrera zijn koffers pakken. Hij werd opgevolgd door oud-bondscoach Robert Waseige.

### La Louvière
In tegenstelling tot RWDM kende La Louvière in het seizoen 2005/06 wel succes. De Henegouwers werden zevende, maar zagen wel hoe coach Albert Cartier na het seizoen naar RWDM verkaste. Ferrera nam zijn plaats bij de Wolven in.
Naast Cartier zochten ook sterkhouders Silvio Proto, Gunther Van Handenhoven en Geoffray Toyes andere oorden op. Ferrera moest een nieuw team bouwen, maar slaagde daar ondanks de komst van ervaren spelers als Nordin Jbari en Alexandre Teklak niet in. De resultaten waren slecht en de club verkeerde in financiële moeilijkheden. In oktober 2005, na een schamele 4 op 27, mocht Ferrera opnieuw vertrekken. Enkele maanden later raakte bekend dat de club betrokken was bij een grootschalig omkoopschandaal.

### Club Brugge
Na twee ontslagen op rij had Ferrera's reputatie een deuk opgelopen. Desondanks werd de Brusselaar, die luidop droomde van een topclub, in april 2006 voorgesteld als de nieuwe coach van Club Brugge. Hij volgde er Jan Ceulemans op die even voordien samen met zijn assistent René Verheyen ontslagen was. De komst van Ferrera was voor zowel de supporters als spelers een grote verrassing, niet alleen omdat Ceulemans als gewezen clubicoon erg geliefd was, maar ook omdat Ferrera nog nooit een prijs had gewonnen en niet langer de reputatie had een wonderdokter te zijn. Op zijn eerste training werd hij door de supporters uitgejouwd.
Samen met assistent-coach Franky Van der Elst loodste Ferrera het team naar de derde plaats, goed voor deelname aan de UEFA Cup. Club Brugge sloot het seizoen hoopvol af met een 13 op 15. Na het seizoen nam de club afscheid van onder meer Gert Verheyen, Rune Lange, Tomislav Butina en Javier Portillo. Koen Daerden was de opvallendste nieuwkomer. De middenvelder werd voor een recordbedrag van €4 miljoen weggeplukt bij KRC Genk.
Maar ook de dure aanwinst kon het tij niet keren. Club Brugge presteerde onder Ferrera's leiding ondermaats en maakte vooral in de UEFA Cup geen goede beurt. Blauw-zwart werd laatste in zijn groep en raakte zo niet verder dan de tweede ronde. In de competitie deden de Bruggelingen nooit mee om de titel en hoewel de club nog kans maakte op bekerwinst werd Ferrera in januari 2007 aan de deur gezet.

### Grieks avontuur
Na zijn ontgoochelende passage bij Club Brugge trok Ferrera voor het eerst sinds het begin van de jaren 90 naar het buitenland. De 40-jarige Brusselaar verhuisde eerst naar het Griekse Skoda Xanthi, maar daar werd hij ondanks een goede start al na enkele maanden ontslagen. Ook nadien bleef hij in Griekenland actief. In de zomer van 2008 werd hij trainer van Panthrakikos. In die periode trok de Griekse club ook de Belgische aanvaller Tim Matthys aan. Met de bescheiden club streed Ferrera een tijdje mee om een Europees ticket. In januari 2009 verlengde het bestuur zijn contract tot 2011.
Ondanks de contractverlenging stapte hij na het seizoen 2008/09 over naar Panionios. In januari 2010 gingen de club en Ferrera na onderling overleg uit elkaar.

### KSC Lokeren
In het seizoen 2009/10 streed Lokeren verrassend tegen de degradatie. De club die in 2009 nog zevende was geworden in de competitie kende veel problemen. Het bestuur liet trainer Aleksandar Janković in oktober 2009 vertrekken, maar ook onder diens opvolger Jacky Mathijssen raakte Lokeren niet weg uit de gevarenzone. Begin februari 2010 werd ook Mathijssen ontslagen. Ferrera was de derde trainer die mocht proberen om Lokeren in de hoogste afdeling te houden. Hij tekende een contract tot het einde van het seizoen. Als het behoud verzekerd was, zou dat contract met twee jaar verlengd worden.
Maar ook onder Ferrera beterde de situatie van de Waaslanders niet. Desondanks verzamelde Lokeren voldoende punten om net boven de degradatiezone te eindigen. Het werd veertiende, met evenveel punten als de voorlaatste, KSV Roeselare. In de daaropvolgende play-offs werd Lokeren laatste in groep A.
Hoewel Lokeren zeker was van het behoud werd na het seizoen besloten om het contract van Ferrera niet te verlengen. De club trok Peter Maes aan als zijn opvolger.

### Terug naar het buitenland
Meer dan een half jaar na zijn korte doortocht bij Lokeren keerde Ferrera terug naar Panthrakikos, dat inmiddels in de tweede divisie uitkwam. Ferrera moest de club terug naar het hoogste niveau leiden, maar toen in maart 2011 bleek dat de club geen kans meer maakte op promotie besloot Ferrera er een punt achter te zetten.
Lang werkloos was hij echter niet. In juni 2011 volgde hij Michel Preud'homme naar het Arabische Al Shabab. Ferrera werd voor het eerst in meer dan vijftien jaar hulptrainer. Zijn neef Yannick Ferrera werkte als video-analist voor de club. Onder leiding van het trainersduo Preud'homme en Ferrera werd Al Shabab in 2012 landskampioen.
In september 2013 tekende Preud'homme een contract bij Club Brugge. Ferrera en Marc Grosjean kregen toen de sportieve leiding bij Al Shabab. In januari 2014 werd de samenwerking met de Belgische trainers stopgezet. Na zijn ontslag was Ferrera even in beeld bij Oud-Heverlee Leuven.

### KRC Genk
Op 24 februari 2014 werd Ferrera voorgesteld als nieuwe trainer van KRC Genk. Hij volgde in Limburg de een dag eerder ontslagen Mario Been op. Op de eerste speeldag van het seizoen 2014/15 verloor Genk met 3-1 van KV Mechelen. Een dag later, op 28 juli 2014, werd Ferrera ontslagen.

### FCV Dender EH
Op 30 december 2014 werd aangekondigd dat Ferrera een contract had getekend bij FCV Dender EH als technisch directeur. Hij werkte er samen met Marc Grosjean, die hij nog kende uit zijn periode bij Al Shabab.

### Oud-Heverlee Leuven
Op 26 november 2015 volgde hij de twee dagen eerder ontslagen Jacky Mathijssen op als hoofdcoach van Oud-Heverlee Leuven. Ferrera voetbalde eind jaren 1980 voor Stade Leuven, de club die in 2002 in de fusieclub Oud-Heverlee Leuven opging. Hij slaagde er niet in om de club uit de degradatiezone te loodsen. Op de laatste speeldag zakte Oud-Heverlee Leuven naar de laatste plaats, waardoor de Leuvenaars voor de tweede keer in drie jaar degradeerden. Het bestuur behield het vertrouwen en verlengde het contract van Ferrera na de degradatie tot 2019. Op zondag 15 januari 2017 ontsloeg Oud-Heverlee Leuven Ferrera na een reeks tegenvallende resultaten.

### Standard Luik
Na een jaar bij de jeugdopleiding van Anderlecht te hebben gewerkt, volgde Ferrera in 2018 Michel Preud'homme naar Standard Luik. Preud'homme, met wie hij al eens had samengewerkt bij Al Shabab, kreeg bij de Luikse club de functie van technisch directeur, hoofdcoach en ondervoorzitter. Ferrera werd opnieuw zijn assistent. Na één seizoen stapte Ferrera op bij de Luikenaars, aanvankelijk om zich meer toe te leggen op zijn voetbalschool in Aalst.

### F91 Dudelange
Ferrera werd in juni 2019 de nieuwe hoofdtrainer van de Luxemburgse landskampioen F91 Dudelange. In de Champions League-voorronde sneuvelde hij met Dudelange reeds in de eerste voorronde tegen Valletta FC, maar vervolgens loodste hij de club naar de groepsfase van de Europa League. In de competitie startte Dudelange echter dramatisch: met een povere 4 op 15 stond het na vijf speeldagen slechts twaalfde. Op 17 september 2019 – twee dagen voor de start van de groepsfase van de Europa League – werd hij bedankt voor bewezen diensten.